# Lieselotte Berger

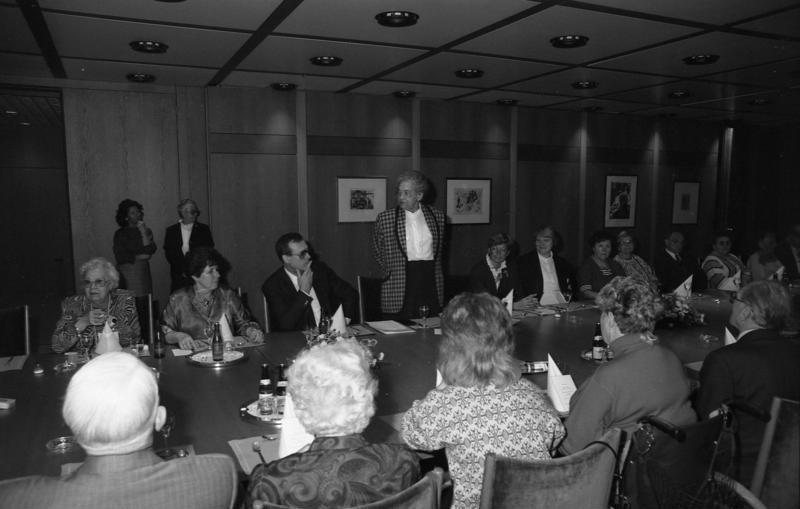
Lieselotte Berger (Mitte, stehend) bei einem Empfang von 15 Berliner Behinderten im Bundeskanzleramt im Jahre 1989

Lieselotte Berger (* 13. November 1920 in Berlin-Spandau; † 26. September 1989 ebenda) war eine deutsche Politikerin (CDU).
Sie war von 1987 bis zu ihrem Tode Parlamentarische Staatssekretärin beim Bundeskanzler und Bevollmächtigte der Bundesregierung in Berlin.

## Leben und Beruf
Nach dem Besuch der Mittelschule war Lieselotte Berger von 1937 bis 1945 als Büroangestellte in Berlin tätig. 1942 bestand sie das Abitur. Nach dem Ende des Zweiten Weltkrieges arbeitete sie bis 1947 als Dolmetscherin für Englisch. Von 1948 bis 1954 absolvierte sie dann ein Studium der Soziologie, Philosophie und Publizistik an der Freien Universität Berlin. Bereits seit 1950 war sie als Journalistin tätig. 1958 trat sie als Referentin in die Landesgeschäftsstelle der Berliner CDU ein und war von 1959 bis 1963 als Referentin beim Regierenden Bürgermeister in der Senatskanzlei tätig. Anschließend leitete sie das Ausstellungsreferat im Presse- und Informationsamt des Landes Berlin.
Von 1981 bis 1988 war Lieselotte Berger Mitglied des Kuratoriums der Fürst Donnersmarck-Stiftung.
Lieselotte Berger starb am 26. September in ihrer Heimatstadt Berlin. Sie wurde auf dem Friedhof In den Kisseln in Berlin-Spandau in einem Ehrengrab des Landes Berlin beigesetzt.

## Politik
Lieselotte Berger beantragte am 23. Dezember 1938 die Aufnahme in die NSDAP und wurde rückwirkend zum 1. September desselben Jahres aufgenommen. Seit 1958 war sie Mitglied der CDU. Hier engagierte sie sich vor allem in der Frauenvereinigung, deren Berliner Landesvorsitzende sie von 1960 bis 1969 war. Daneben gehörte sie von 1962 bis 1973 auch dem Bundesvorstand der CDU-Frauenvereinigung an. Seit 1965 war sie Mitglied im CDU-Landesvorstand von Berlin und ab 1973 stellvertretende CDU-Landesvorsitzende in Berlin.
Am 26. August 1971, als sie für den ausgeschiedenen Abgeordneten Karl-Heinz Schmitz nachrückte, trat sie in den Deutschen Bundestag, als Berliner Abgeordnete ein. Sie war dann bis zu ihrem Tode Mitglied des Deutschen Bundestages. Hier war sie von 1972 bis 1987 Vorsitzende des Petitionsausschusses.
Nach der Bundestagswahl 1987 wurde sie am 12. März 1987 als Parlamentarische Staatssekretärin beim Bundeskanzler und Bevollmächtigte der Bundesregierung in Berlin in die von Bundeskanzler Helmut Kohl geführte Bundesregierung berufen. Dieses Amt übte sie bis zu ihrem Tode aus.

## Ehrungen

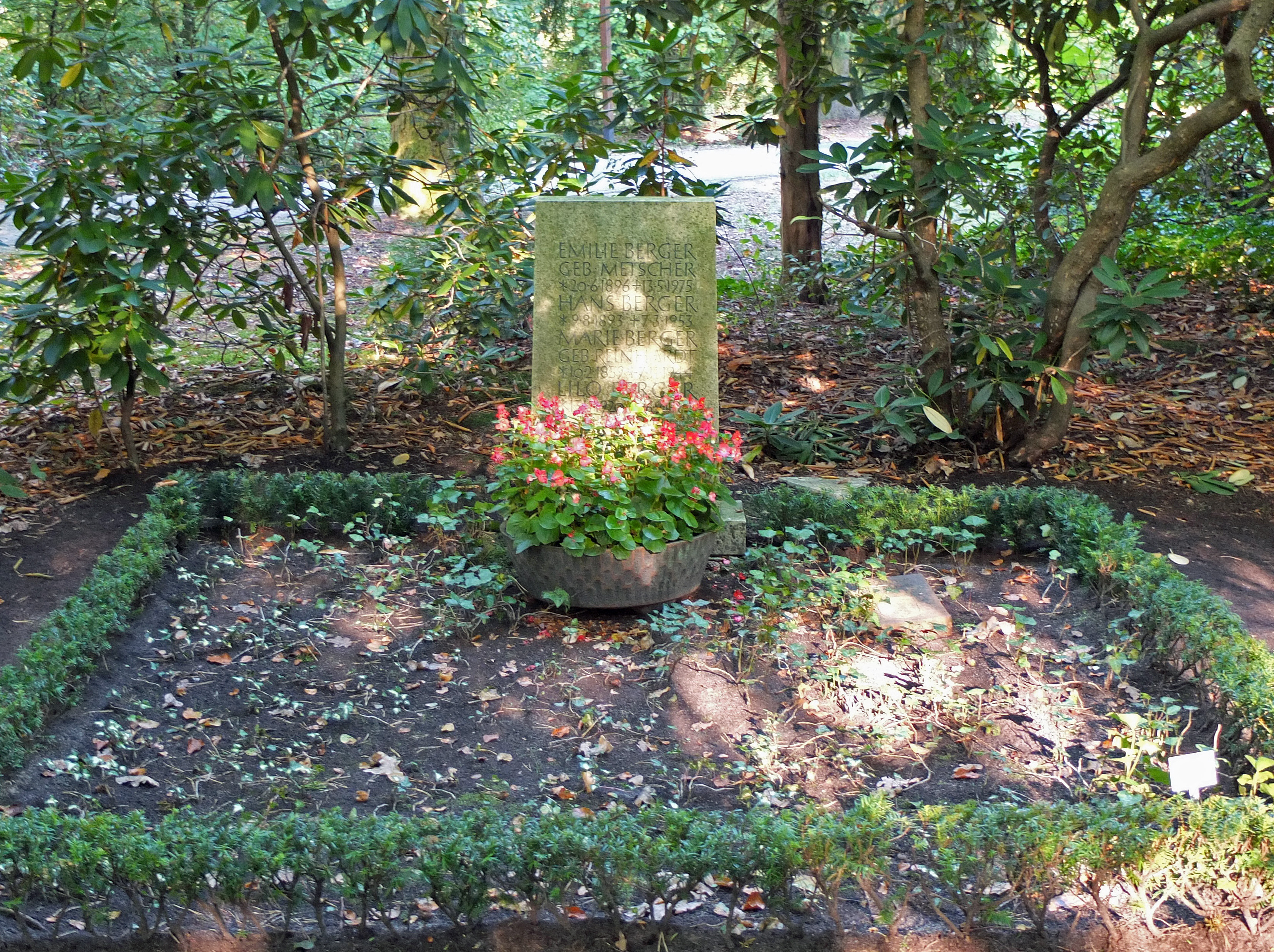
Ehrengrab Lieselotte Bergers

- 1973: Verdienstkreuz am Bande der Bundesrepublik Deutschland
- 1977: Großes Verdienstkreuz der Bundesrepublik Deutschland
- 1985: Großes Goldenes Ehrenzeichen mit dem Stern für Verdienste um die Republik Österreich[4]
- 1986: Wahl zur Frau des Jahres durch den Deutschen Staatsbürgerinnenverband[5]
- 1987: Großes Verdienstkreuz mit Stern der Bundesrepublik Deutschland

Im November 1996 wurden in Berlin-Rudow eine Straße und ein Platz nach ihr benannt.

## Schriften
- Lieselotte Berger, Lenelotte von Bothmer, Helga Schuchardt: Frauen ins Parlament? Von den Schwierigkeiten, gleichberechtigt zu sein. Rowohlt, Reinbek bei Hamburg 1976 (= rororo aktuell, rororo 1946). ISBN 3-499-11946-3.